# Catedral de la Inmaculada Concepción (Syracuse)
La Catedral de la Inmaculada Concepción  (en inglés: Cathedral of the Immaculate Conception) es un edificio religioso ubicado en Syracuse, Nueva York al norte de Estados Unidos que funciona como la iglesia madre de la diócesis de Syracuse.
La iglesia fue inicialmente construida en 1874 por Lawrence J. O'Connor, y llamada Iglesia de Santa María. Antiguamente bajo la diócesis de Albany, la diócesis de Syracuse fue creada en 1887. En 1904, el obispo Patrick Ludden seleccionó a la iglesia de Santa María para ser la nueva catedral.
El arquitecto Archimedes Russell fue comisionado para expandir la nueva Catedral diseñando un nuevo santuario y campanario. Para ello, la Parroquia adquirió la casa de baños turcos La Concha, la demolió y construyó el santuario de la Catedral.
Renombrada comoa La catedral de la Inmaculada Concepción, la nueva catedral fue consagrada en 1910. Por la dedicación, el Papa León XIII dio al obispo Ludden un ladrillo tomado de la Puerta Santa en la Basílica de San Pedro en Roma. Cuando el obispo Ludden murió en 1912, fue enterrado en la cripta debajo de la catedral, donde otros tres obispos y dos monseñores también se encuentran sepultados.

## Véase también

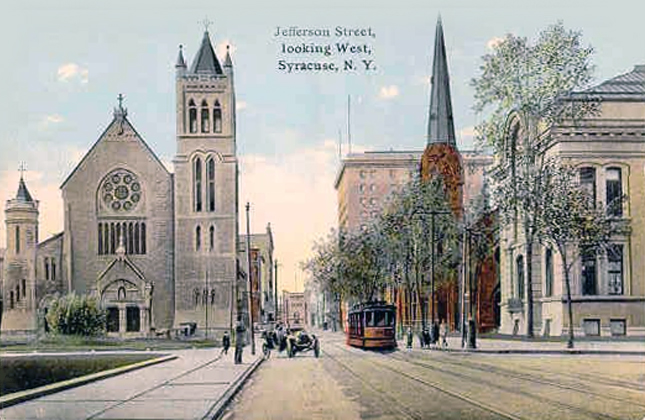
Representación de la catedral de 1910